# Stylogomphus inglisi
Stylogomphus inglisi är en trollsländeart som beskrevs av Fraser 1922. Stylogomphus inglisi ingår i släktet Stylogomphus och familjen flodtrollsländor. IUCN kategoriserar arten globalt som livskraftig. Inga underarter finns listade i Catalogue of Life.